# بول راكوبكا
بول راكوبكا (بالإنجليزية: Paul Rachubka)‏ (21 مايو 1981 بسان لويس أوبيسبو في الولايات المتحدة - ) هو لاعب كرة قدم أمريكي في مركز حراسة المرمى. شارك مع منتخب إنجلترا تحت 16 سنة لكرة القدم ومنتخب إنجلترا تحت 18 سنة لكرة القدم ومنتخب إنجلترا تحت 20 سنة لكرة القدم. أما مع النوادي، فقد لعب مع أولدهام أثلتيك وبولتون واندررز وتشارلتون أثلتيك ورويال أنتويرب وليدز يونايتد ومانشستر يونايتد وميلتون كينز دونز ونادي أكرينغتون ستانلي ونادي بلاكبول ونادي بيرنلي ونادي ترانمير روفرز لكرة القدم وهدرسفيلد تاون ونادي بيتربورو يونايتد ونادي كرو ألكساندرا ونادي ليتون أورينت ونادي نورثامبتون تاون.

## وصلات خارجية
- بول راكوبكا على موقع الاتحاد الدولي (مؤرشف)  (الإنجليزية)
- بول راكوبكا على موقع قاعدة بيانات كرة القدم.إي يو (الإنجليزية)
- بول راكوبكا على موقع Soccerbase.com (لاعب) (الإنجليزية)
- بول راكوبكا على موقع Soccerway.com (الإنجليزية)
- بول راكوبكا على موقع عالم كرة القدم.نت (الإنجليزية)